# Panurgus sidensis
Panurgus sidensis är en biart som beskrevs av Warncke 1987. Panurgus sidensis ingår i släktet fibblebin, och familjen grävbin. Inga underarter finns listade i Catalogue of Life.